# Мотокар
Мотокарът е подемно-транспортна машина, задвижвана от двигател с вътрешно горене (ДВГ) или електродвигател.
Мотокарите се използват за осигуряване на вътрешно-заводския транспорт и складовото стопанство, като най-голямото им предимство спрямо другите средства е тяхната висока маневреност. Според експлоатационното им предназначение мотокарите биват високоповдигачи, нископовдигачи и влекачи. Произвеждат се и мотокари с повишена проходимост и взривозащитени.
Двигателите с вътрешно горене са дизелови или газови. В миналото са се ползвали и бензинови двигатели. 
Дизеловите мотокари поемат основно работата на открито, а газовите могат да работят и на закрито в складовете и халетата.
Заводските мотокари имат обикновено товароподемност от 1 до 5 тона и височина на повдигане на товара от 2000 до 6400 мм. Машини за обработка на контейнери може да достигнат товароподемност 32 и повече тона.